# Hilarempis varians
Hilarempis varians är en tvåvingeart som först beskrevs av Jacques-Marie-Frangile Bigot 1889.  Hilarempis varians ingår i släktet Hilarempis och familjen dansflugor. Inga underarter finns listade i Catalogue of Life.